# Favonigobius gymnauchen
Favonigobius gymnauchen är en fiskart som först beskrevs av Bleeker, 1860.  Favonigobius gymnauchen ingår i släktet Favonigobius och familjen smörbultsfiskar. Inga underarter finns listade i Catalogue of Life.